# Реляція про Київ

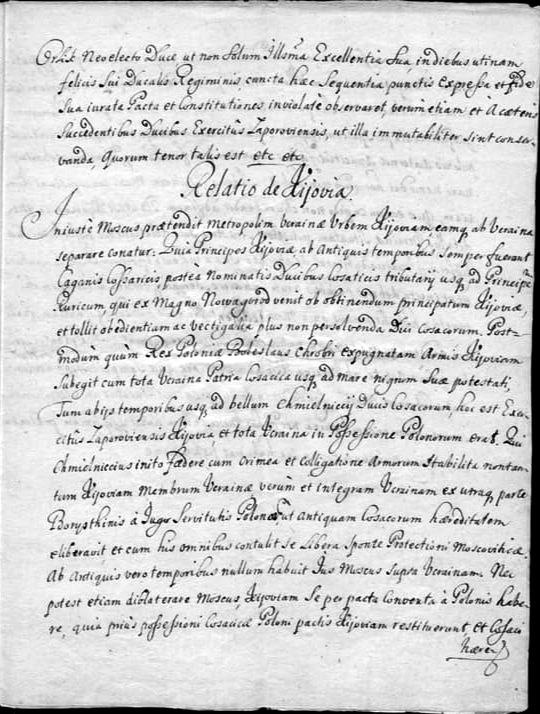
Перша сторінка «Реляції про Київ». Оригінал зберігається в шведському державному архіві.

«Реляція про Київ» (лат. Relatio de Kiovia) — документ, написаний гетьманом України Пилипом Орликом латинською мовою у 1711 році, у якому викладається думка про те, що Московія не має права володіти Києвом і всією Україною.
У цій реляції Орлик дотримується хозарської теорії походження козаків і пояснює приналежність Києва Гетьманщині тим, що до завоювання міста Олегом Віщим і польським королем Болеславом хоробрим Київ належав Хозарському каганату, правителі якого, за думкою Орлика, з часом стали називатися «Козацькими Гетьманами».

## Текст реляції
Переклад з латинської Олександра Малишева:

Москвин претендує на столицю України місто Київ та намагається відокремити його від України не по праву, адже Князі Києва зі старожитніх часів завжди були данниками Хазарських Каганів, що згодом були поіменовані Козацькими Гетьманами. [Це тривало] аж до Князя Рюрика, який прибув з Великого Новгорода заради здобуття князівської влади над Києвом і встановив повинність та податки, що більше не мали платитися Гетьманові Козаків. Надалі, коли Польський Король Болеслав Хоробрий підкорив своїй владі звойований зброєю Київ разом зі всією Україною, Вітчизною Козацькою, аж до Чорного Моря, то відтак з тих часів і до війни Хмельницького, Гетьмана Козаків, себто Війська Запорозького, Київ і вся Україна були у володінні польському. Хмельницький, започаткованою спілкою з Кримом та моцним сполученням зброї звільнив від Ярма Польського Рабства не лише Київ, частку України, а й цілу Україну по обох сторонах Дніпра як старожитню спадщину Козаків, і разом з усіма ними за Вільною Волею ввірив себе Протекції Московитській. Втім, зі старожитніх часів Москвин не мав жодного Права щодо України. Не може Москвин також пустомелити, що Київ ним набуто від Поляків відповідно до укладених договорів, оскільки перед цим Поляки за договорами відновили Козацьке володіння Києвом, а Козаки [здобули те саме] за спадковим правом, навіть при тому, що нині за преюдицією над ним узурповано володіння від Москвинів. Адже Поляки не могли поступитися Києвом Москвинам, бо вже не мали його під своєю владою, натомість Козаки без усякої перешкоди з Польського боку впродовж понад тридцятирічного строку до того, як Москвин започаткував з поляками вічну дружню спілку, користалися щодо нього [Києва] мирною і вільною Власністю. Ніхто ж не передає те, що йому не належить. І до того незаконно Москвини жадають Київ, що їх жага сягає жодним чином не до іншої мети, як до того, що коли Київ, розташований у осерді України, міг би, згідно з їх лівими донесеннями, належати до їхнього володіння, то Україна була би вагалась щодо повного Свого Визволення від їх насильницького Ярма, і повинна була би чіплятися проти волі до їх частин. І завжди Україна для свого захисту матиме зв'язані руки, оскільки Москвини, маючи силу в її осерді, у будь-який час можуть в найлегший спосіб підкорити її своїм прагненням. Тож Москвини безрозсудно, чи радше лукаво, змагають відділити від України Київ, який завжди був невіддільним. Україна включає також решту Князівств, зокрема Чернігівське та Сіверське, і стосовно них Москвин не має ніякого законного володіння, оскільки ніколи не мав їх у своєму володінні.

## Історія дослідження
Вперше на цей документ звернув увагу Омелян Пріцак у передмові до гарвардського факсимільного видання Діяріуша Орлика. У 2014 році Реляцію про Київ переклала Наталя Яковенко для статті Ярослава Затилюка. Також 2014 року свій переклад робив Мирослав Трофимук, а 2020 року — Олександр Малишев для книги «Скарби шведських архівів».